# Vigethia
Vigethia là một chi thực vật có hoa trong họ Cúc (Asteraceae).

## Loài
Chi Vigethia gồm các loài: